# Praça do Cais
A Praça do Cais (Plaza del Muelle em espanhol ou Praza do Peirao em galego) é uma praça de origem medieval situada no extremo norte do centro histórico de Pontevedra (Espanha), muito perto da Ponte do Burgo e do antigo bairro portuário da Moureira.

## Origem do nome
A praça deve o seu nome à sua localização no espaço ocupado, há cinco séculos, por um dos cais mais importantes da cidade antes das sucessivas terraplanagens quando o mar ainda atingia este lugar no leito do rio Lérez.

## História
O espaço ocupado pela praça foi o centro da actividade portuária da cidade nos séculos XV e XVI e era conhecido como Prancha. O nome derivava do facto de uma prancha sustentada por pilares de madeira atingir o cais e ser utilizada para desembarcar navios. Esta praça tinha a condição de um litoral urbano como espaço imediato e externo da vila murada, quando a cidade era o principal porto da Galiza. Algumas das suas primeiras vedações terminavam na antiga rua dos Cans. No século XVI, havia um armazém de sal a oeste da praça onde se armazenava o sal para salgar o peixe descarregado no porto. Também nesta época, havia um postigo nas muralhas medievais na confluência da actual Praça Valentín García Escudero com a Rua Arzobispo Malvar e a Praça do Cais, que, perto do rio Lérez, servia de ligação entre a cidade medieval e os cais da época. As muralhas estendiam-se até ao rio, protegendo os cais. 
No século XIX, ainda havia cais e diques aqui. Em 1848, os navios ainda estavam a chegar e a descarregar na praça conhecida como Plaza de la Plancha, e havia ainda os armazéns de sal onde as cargas de sal entravam e saíam para serem consumidas em Pontevedra e seus arredores e na província de Ourense. Em 1856, a praça ainda tinha uma forma irregular e chamava-se Praça de Prancha ou Praça do Cais. 
Em 1876, o arquitecto municipal Alejandro Sesmero propôs a realização de "melhorias na ornamentação e nos alinhamentos da Praça do Cais e na localização de uma nova fonte". Com estes melhoramentos, a praça foi presidida por uma fonte de pedra neoclássica coroada em 1950 pela estátua da deusa romana Fama da velha fonte da praça da Ferraria.
Em 1931, foi acrescentado um andar a um já existente para o actual Edifício da associação oficial de agrimensores de quantidades e arquitectos técnicos de Pontevedra, a sul da praça, mas foi só em meados dos anos 50 do século XX que, segundo o projecto do arquitecto Juan Argenti Navajas, foi acrescentado um andar adicional com um sótão debaixo do telhado, que configurou a sua estrutura actual.      
Em 1993, um monólito de pedra foi instalado na praça com uma inscrição recordando que a caravela Santa Maria foi construída nas docas de Pontevedra.

## Descrição
É uma praça rectangular muito irregular delimitada a leste pela Praça Valentín García Escudero e onde convergem as ruas Barón e Arzobispo Malvar. É pavimentada e pedonal, como o resto do centro histórico da cidade. 
A praça é dominada no lado sul pelo edifício nobre da Associação Oficial de Aparelhadores e Arquitectos Técnicos de Pontevedra. A parte central da praça é uma área ajardinada, com pequenos caminhos pavimentados entre os relvados, que convergem no centro numa fonte neoclássica datada de 1876, encimada pela estátua da deusa romana Fama. A parte inferior da fonte imita um fuste clássico, com uma pequena bacia e quatro mascarões.
Na parte norte do jardim existe um monólito de pedra com a seguinte inscrição: "Há mais de meio milénio, a caravela Santa María "la Gallega" foi construída nesta margem do Lérez, onde o Almirante Cristóvão Colombo mudou o destino do mundo".
Ao norte da praça, no final da Rua Arzobispo Malvar, encontra-se o antigo lugar de nascimento do intelectual e presidente da câmara de Pontevedra Xosé Filgueira Valverde. Os restos da casa em que o poeta, almirante e senhor Pai Gomes Charinho viveu são preservados no local. Ele jaz na igreja do Convento de São Francisco.

## Edifícios notáveis
No lado sul da praça encontra-se o edifício do Edifício da associação oficial de agrimensores de quantidades e arquitectos técnicos de Pontevedra. É uma grande casa de pedra isolada que assumiu o seu aspecto actual em meados do século XX. Tem um rés-do-chão, dois andares superiores e um sótão. A fachada norte, de frente para a praça, tem uma grande chaminé de pedra no lado direito e arcos segmentares nas janelas do primeiro e segundo andares. Na fachada da Rua do Barão, o primeiro andar tem uma varanda ao longo da fachada e o segundo andar tem uma varanda no centro e duas galerias em cada extremidade. No rés-do-chão, as janelas e portas são protegidas por elementos de aço corten. No topo, o telhado em telha é acabado nos lados das fachadas sul e norte com gárgulas de cobre proeminentes.
No final da Rua Arzobispo Malvar, no lado norte da praça, encontra-se a antiga casa onde nasceu Xosé Filgueira Valverde. Foi em tempos a casa do médico e presidente da câmara da cidade, Ángel Cobián Areal, e passou por muitas transformações. Foi reconstruída sobre o antigo pazo do Almirante Pai Gomes Charinho, e esconde os restos de uma torre da antiga muralha medieval.

## Galeria

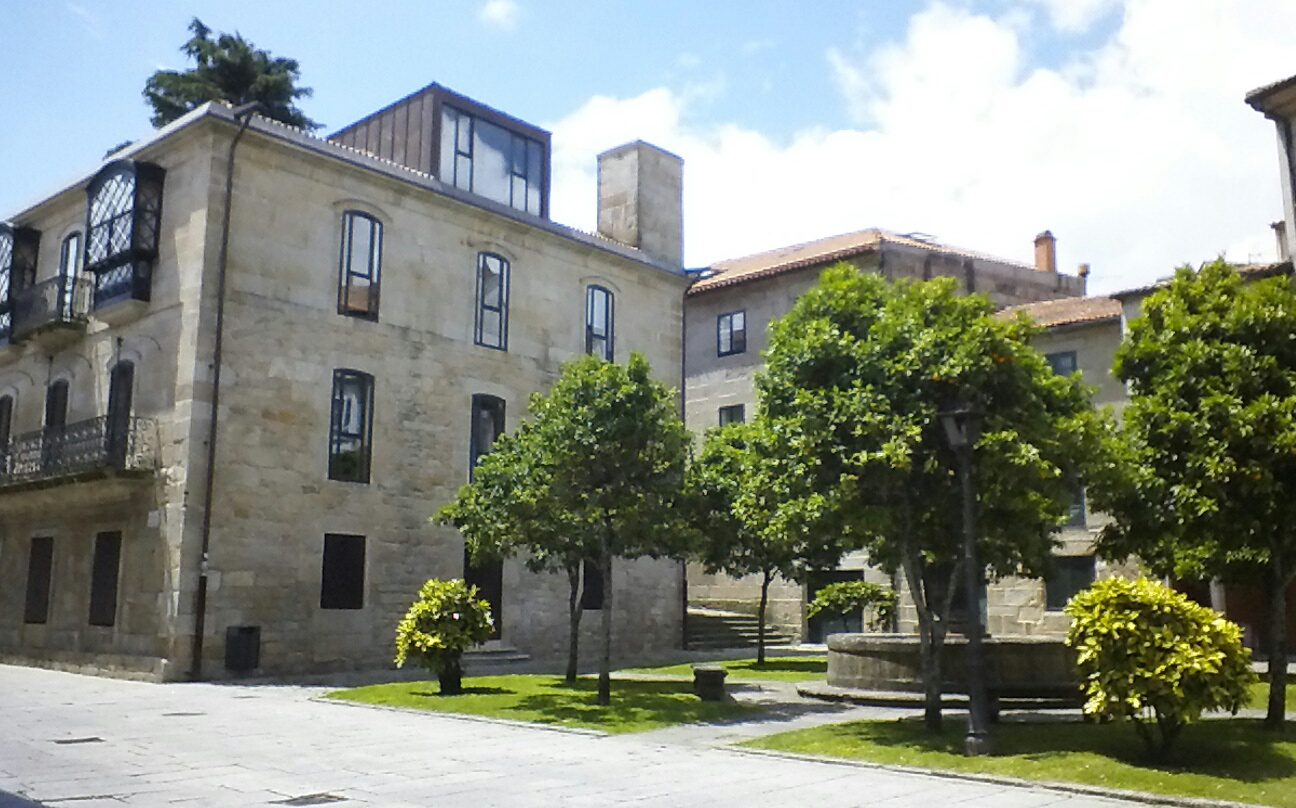
Praça do Cais
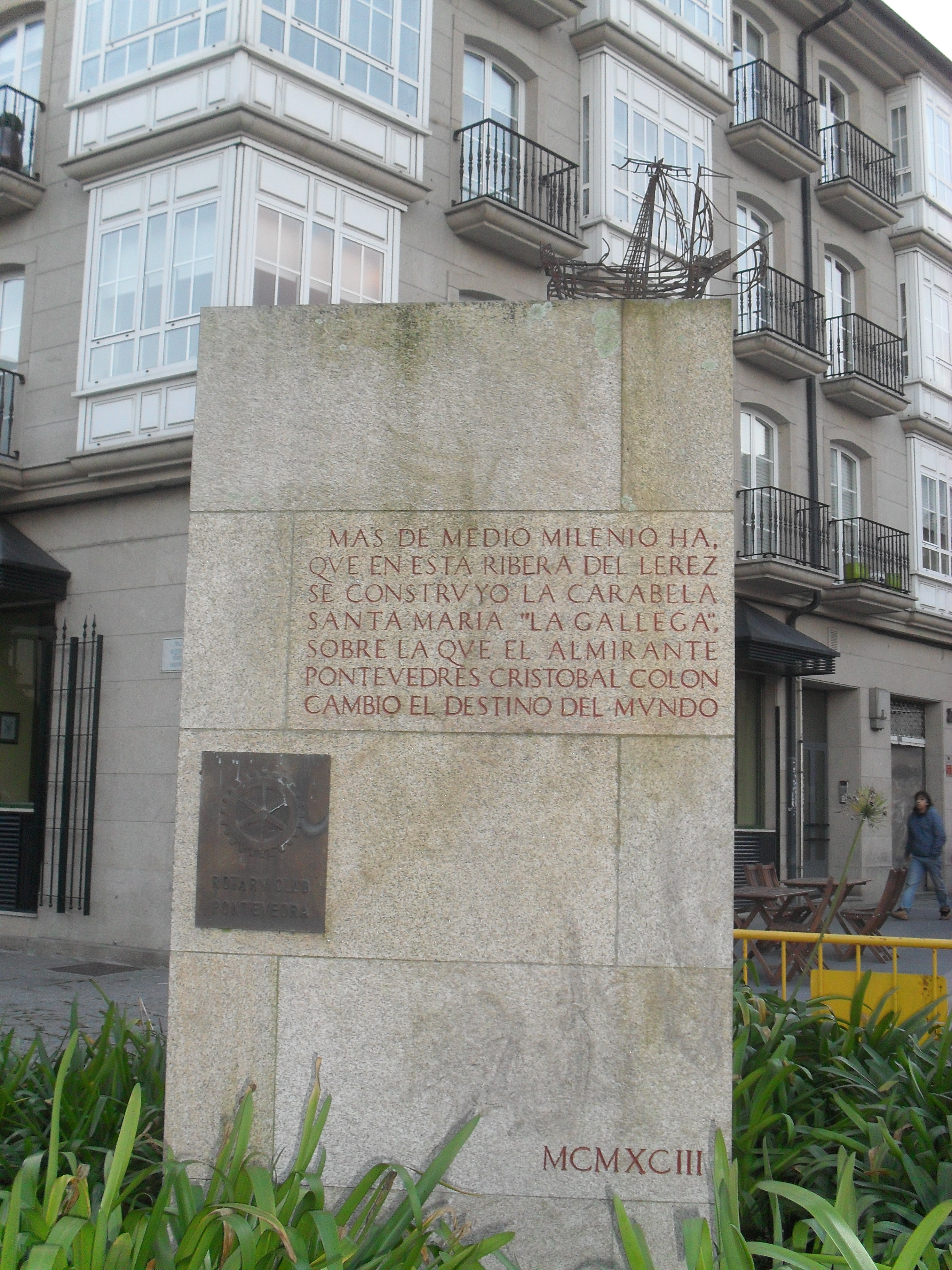
Monólito e monumento à construção da caravela Santa María
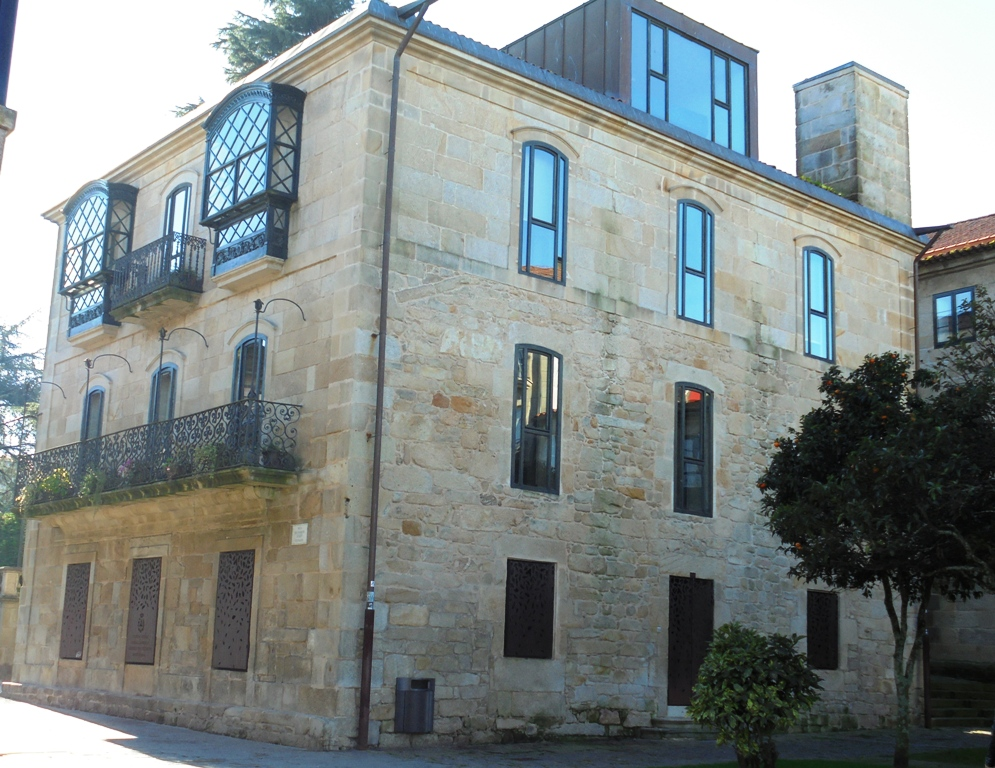
Edifício da associação oficial de agrimensores de quantidades e arquitectos técnicos de Pontevedra
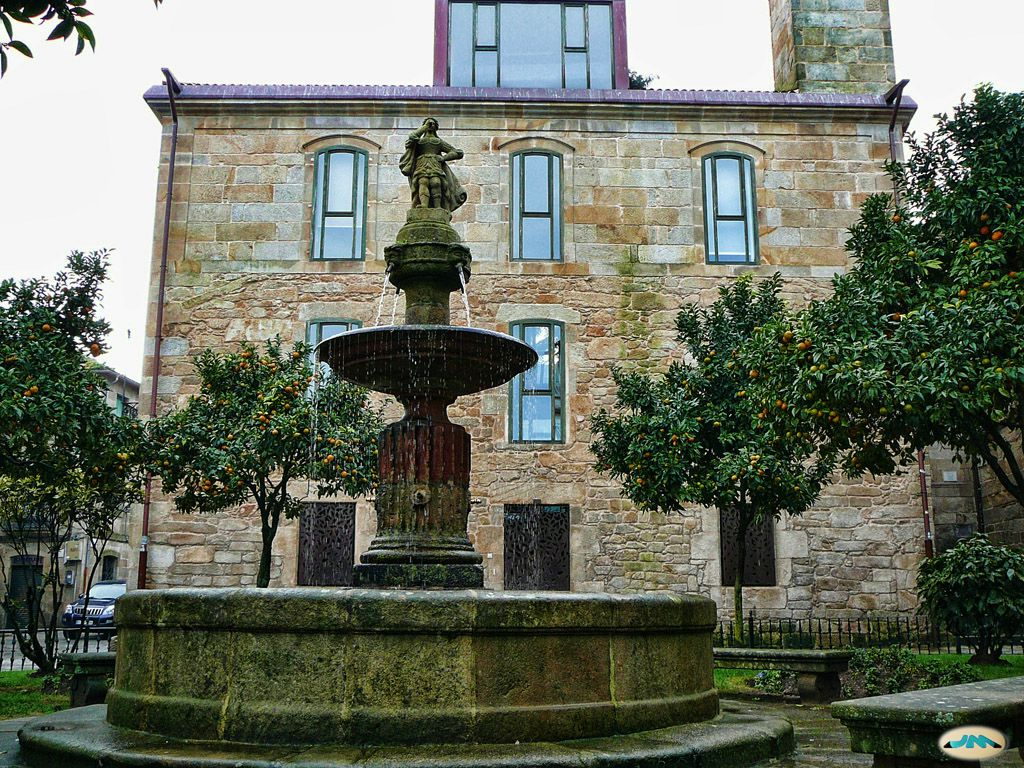
Fonte neoclássica de 1876 de Alejandro Sesmero
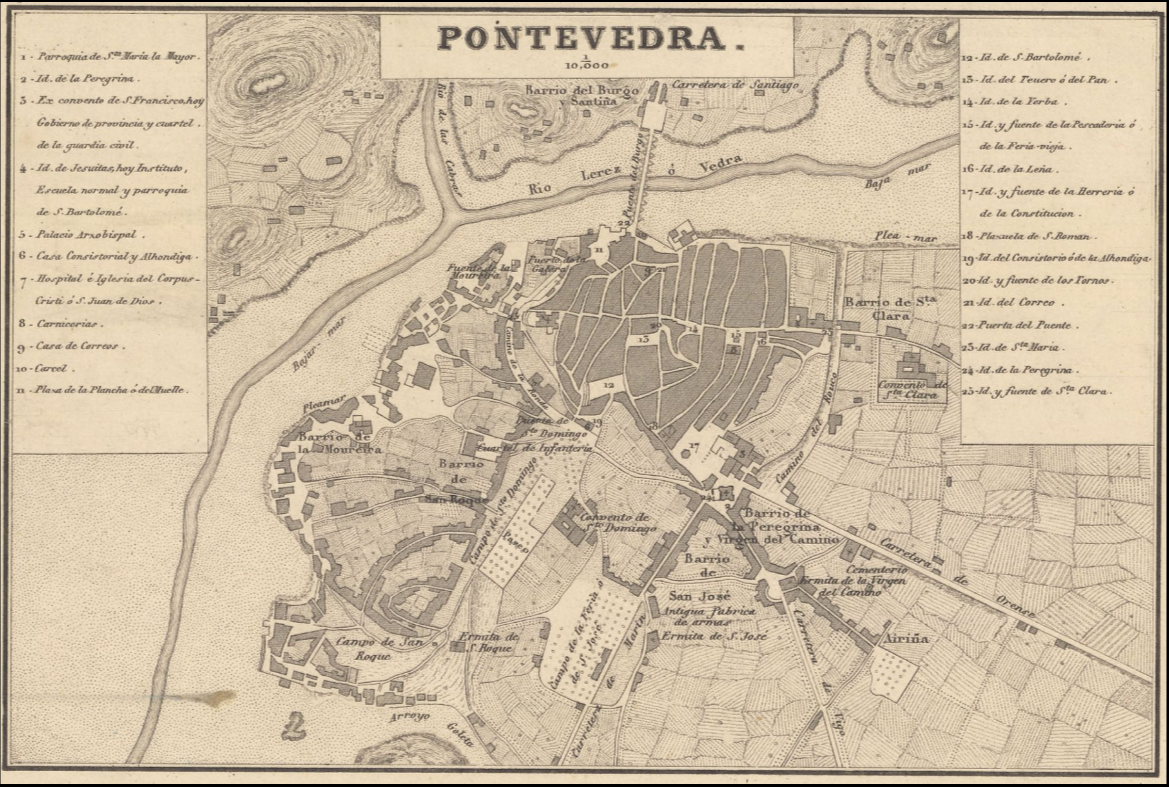
Mapa de 1856 com a praça no número 11
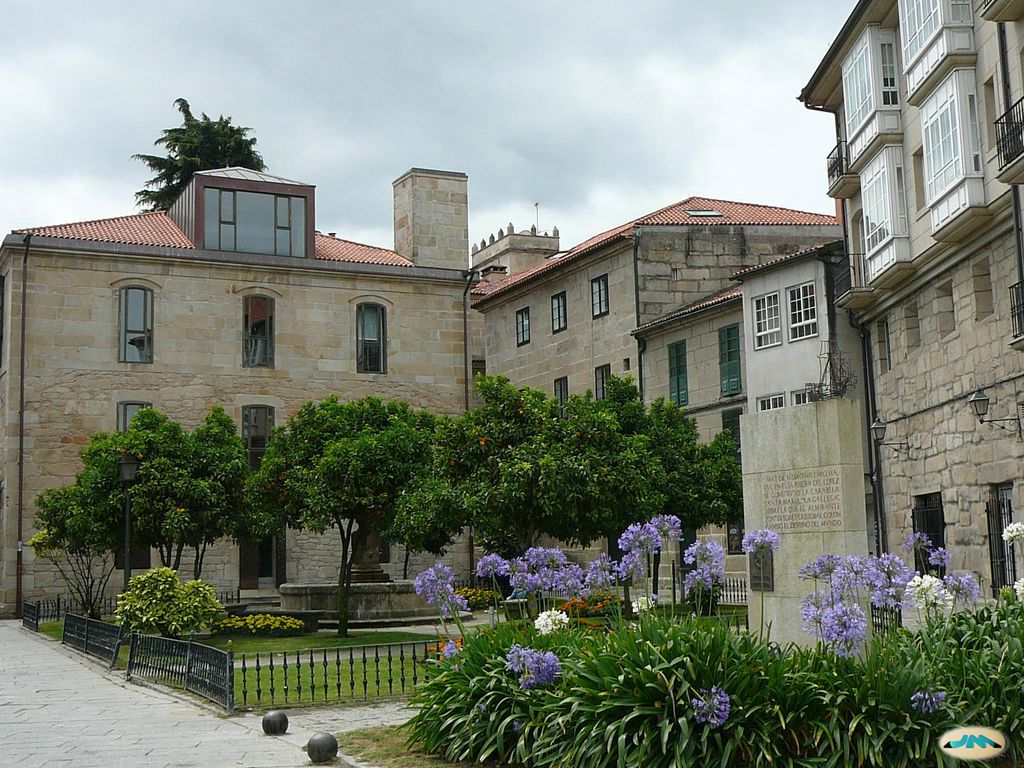
Flores na praça
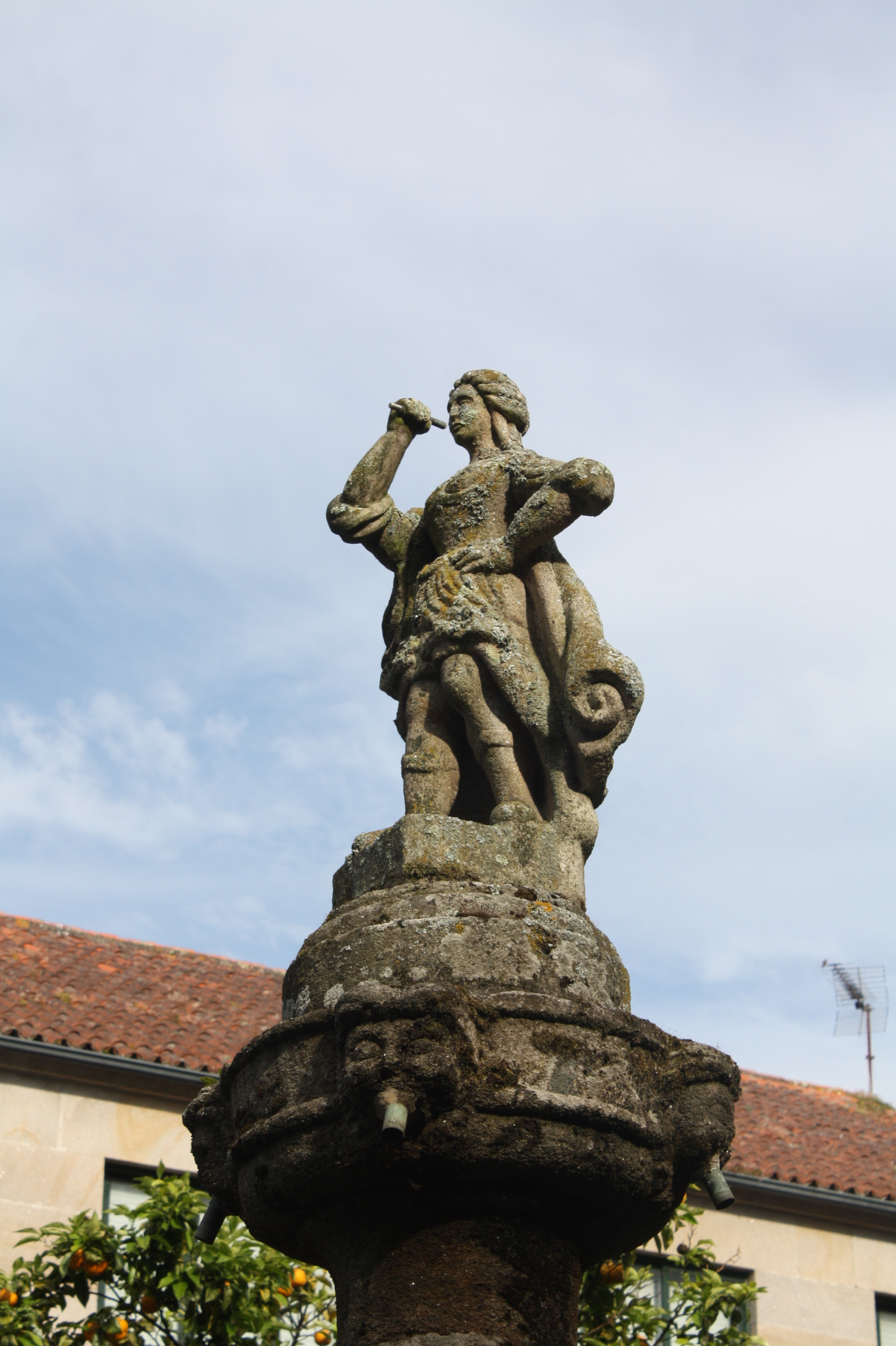
Estátua da deusa romana Fama coroando a fonte na praça
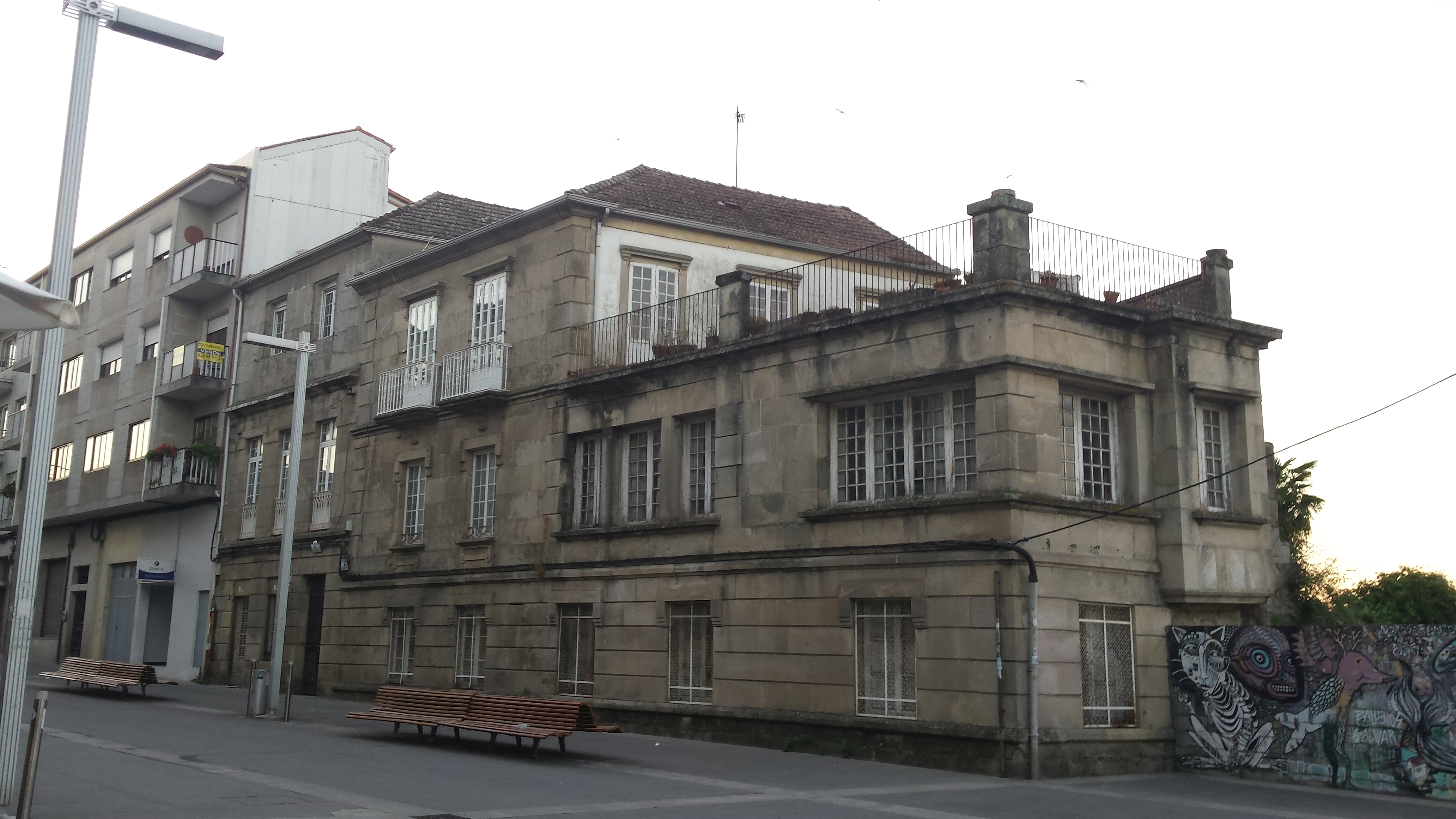
Local de nascimento de Xosé Filgueira Valverde

### Artigos relacionados
- Edifício da associação oficial de agrimensores de quantidades e arquitectos técnicos de Pontevedra
- A Moureira
- Centro histórico de Pontevedra